# Südpazifikspiele 2007/Badminton

Logo der Südpazifikspiele 2007

Bei den Südpazifikspielen 2007 wurden vom 25. August bis zum 8. September 2007 in Apia, Samoa, sechs Badmintonwettbewerbe ausgetragen.

## Medaillengewinner
| Disziplin    | Gold | Silber | Bronze                                                              |
| ------------ | --- | --- | ------------------------------------------------------------------- |
| Herreneinzel | Marc Antoine Desaymoz | Arnaud Franzi | Fabien Kaddour                                                      |
| Dameneinzel  | Andra Whiteside | Johanna Kou | Cécile Sarengat                                                     |
| Herrendoppel | Marc Antoine Desaymoz Florent Mathey | Fabien Kaddour Arnaud Franzi                                                                                                | Ghee Ming Fong Damien Ah Sam                                        |
| Damendoppel  | Johanna Kou Cécile Sarengat | Danielle Whiteside Andra Whiteside                                                                                          | A'E Wilson Heseti Mafaufau                                          |
| Mixed        | Marc Antoine Desaymoz Johanna Kou | Ryan Fong Danielle Whiteside                                                                                                | Fabien Kaddour Valérie Sarengat                                     |
| Team         | Neukaledonien Marc Antoine Desaymoz Arnaud Franzi Fabien Kaddour Nicholas Martoredjo Florent Mathey Johanna Kou Cécile Sarengat Valérie Sarengat | Fidschi Damien Ah Sam Shivneil Chand Ghee Ming Fong Ryan Fong Burty Molia Andra Whiteside Danielle Whiteside Gabriella Wong | Samoa Tupu Fua Horice Jensen Sene Tokuma Heseti Mafaufau A'E Wilson |